# لايلي برادلي
لايلي برادلي هو لاعب هوكي الجليد كندي، ولد في 31 يوليو 1943.

## وصلات خارجية
- لايلي برادلي على موقع دوري الهوكي الوطني (الإنجليزية)
- لايلي برادلي على موقع قاعة مشاهير الهوكي (لاعب أن.إتش.أل) (الإنجليزية)
- لايلي برادلي على موقع EliteProspects.com (الإنجليزية)
- لايلي برادلي على موقع HockeyDB.com (الإنجليزية)
- لايلي برادلي على موقع Hockey-Reference.com (الإنجليزية)